# Trentepohlia septemtrionalis
Trentepohlia septemtrionalis là một loài ruồi trong họ Limoniidae. Chúng phân bố ở miền Cổ bắc.